# Yury Postrigay
Yury Viktorovitch Postrigay (russe : Юрий Викторович Постригай), né le 31 août 1988 à Sverdlovsk, est un kayakiste russe.
Il a été sacré champion olympique de kayak biplace 200 m aux Jeux olympiques d'été de 2012 à Londres avec Aleksandr Dyachenko, devant les Biélorusses Raman Piatrushenka et Vadzim Makhneu et les Britanniques Liam Heath et Jon Schofield.